# Nicholas Muri
Nicholas Muri (ur. 29 grudnia 1983) – salomoński piłkarz grający na pozycji napastnika.

## Kariera klubowa
Karierę piłkarską Muri rozpoczął w klubie Koloale FC. W jego barwach zdobył w mistrzostwo Wysp Salomona w 2011. Od 2012 jest zawodnikiem Realu Kakamora.

## Kariera reprezentacyjna
W reprezentacji Wysp Salomona Muri zadebiutował 4 czerwca 2012 w zremisowanym 0-0 meczu w Pucharze Narodów Oceanii 2012, który był jednocześnie częścią eliminacji Mistrzostw Świata 2014 z Fidżi.